# Pennhurst State School and Hospital
El Pennhurst State School & Hospital, en español Escuela Estatal y Hospital Pennhurst, antes llamada Eastern Pennsylvania State Institution for the Feeble-Minded and Epileptic, fue un centro de acogida para enfermos mentales y epilépticos situado en la frontera entre el condado de Chester y el condado de Montgomery, en Pensilvania. Pennhurst era una institución para las personas con discapacidades mentales provenientes del sureste de Pensilvania. Después de una década de controversia, se cerró el 9 de diciembre de 1987 por la mala atención de los pacientes.

## Historia

### Creación
En 1903, la Legislatura de Pennsylvania autorizó la creación del Pennhurst State School ya que el suroeste del estado no tenía ningún centro para acoger a epilépticos. A los seis años el centro y contaba con 1.146 personas. La legislación mandó a la mitad de los residentes de los hospitales psiquiátricos y manicomios cercanos a ir a Pennhurst, subiendo la cifra a 2.627 en 1910. La legislación indicó que los edificios estarían divididos en dos grupos, uno para el departamento educativo e industrial, y otra para el departamento de limpieza o de asilo. La institución también obligó a que haya más de 500 pacientes, con espacio para las adiciones.

### Diseño
De 1903 a 1908 los primeros edificios se construyeron en 2,56535 kilómetros cuadrados en el Crab Hill de Spring City, Pensilvania, cerca del Condado de Chester en lo que se conoce como el campus inferior. Los edificios se dividieron por letras:
El ala 'F' fue el comedor para mujeres, el 'G' de la cocina y almacén, 'H', 'I' y 'K' eran un "Cottage for Girls", 'N' fue el comedor para hombres,' P 'fue el ala para los profesores y asistentes, mientras Q ', T', 'U' y 'V' eran un "Cottage for Boys", la 'R' era la escuela, la 'W' era de lavandería y costura, y la 'X' era la casa de máquinas.
El edificio 'P' se utilizó como un edificio de la administración provisional hasta la apertura de la institución en 1918, junto con la apertura de los edificios 'L' y 'M' al año siguiente. En 1921, se crearon las viviendas para los empleados, y en 1929, el edificio de la Asamblea fue completado y funcionó como gimnasio y el auditorio. Los edificios de campus inferior estaban marcados con letras como la  'F', 'I', 'K', 'P', 'Q', 'R', 'N', 'U', 'V', 'T', 'W'  y  'X'  con nombres asignados más tarde en la década de 1960 (véase más adelante).
En 1930, los primeros edificios en el campus superior, también conocida como la Colonia Mujer, se completaron y el nombre Pershing, Buchanan, Audubon y Keystone. Capitol Hall fue construido después de la Segunda Guerra Mundial junto con Devon construido en la parte inferior del campus. Salón Horizon abrió más tarde en 1971.
Los edificios más antiguos, diseñados por Phillip H. Johnson, eran de dos pisos, y está hecho de ladrillo rojo, terracota y adornos de granito. Ellos estaban conectados por túneles y sobre el túnel había unas pasarelas para el transporte de los residentes con un sistema de vapor de tuberías, y se distribuyeron en los 5,7 km² del campus. Los edificios fueron diseñados para proporcionar un gran número de pequeñas habitaciones ocupadas por dos a tres camas, un par dormitorios pequeños con entre ocho a diez camas, y una gran sala de ejercicio al día. George Lovatt fue el artífice de varios de los edificios construidos después de 1937.
El edificio de la administración central tiene un pórtico frontal y una cúpula de cobre en el centro del techo. El edificio del hospital estaba conectado con los edificios Whitman y Wilson I y Wilson II (las viviendas de los trabajadores) a través de túneles, que a la vez estaba conectado con la casa de máquinas.

### Servicio
El 23 de noviembre de 1908, fue ingresado el primer paciente en el hospital. Cuatro años después, Pennhurst estaba llena pero no por enfermos mentales, sino porque acogían a cualquier persona, por lo que había también inmigrantes, huérfanos y delincuentes. <<Pasó de ser un centro para epilépticos a una casa de acogida>> aseguró uno de los trabajadores del edificio 'P'. Las ramas de la industria que los residentes se fueron asignados a la fabricación de calzado y su reparación, la agricultura, la lavandería, las tareas domésticas, la costura, trabajar en panadería, en la carnicería, la pintura y el trabajo en la tienda.
Los residentes se clasifican en categorías mentales; un edificio era para subnormales e imbéciles, otro para los locos, etc. También se clasificaban por su físico, si su salud estaba bien o si se encontraban mal formados, y en categorías dentales de dientes sanos, pobres o tratado cuando sea admitido.
Entre las enfermedades que había en Pennhurst, eran el estrabismo, defectos de visión o de audición, silencio, semi-mudo, lenguaje imperfecto, parálisis, epilepsia, ceguera, forma de caminar anormal, comprensión imperfecta, deformidad de la cara, la cabeza, las extremidades o los pies, la cabeza microcefalia o hidrocefalia y hábitos ofensivos.

### Cierre
En el año 1968, las condiciones en Pennhurst fueron expuestas en un informe hecho por un canal de televisión regional hecho por el corresponsal Bill Baldini; titulado: "Dejad a los niños". En 1983, nueve empleados fueron acusados de cargos que van desde que pegaban a los pacientes hasta robarles pertenencias dadas por sus familiares. El caso Halderman, que se tradujo en el cierre de la institución, también se detalla el abuso generalizado a un paciente.
Un caso de demanda colectiva fue presentada contra Pennhurst State School en beneficio a sus pacientes. Entre los demandantes estuvo el psicólogo Henry Herbert Goddard. El caso fue escuchado por el Juez del Distrito Raymond J. Broderick, que en 1977 dictaminó que las condiciones de la institución violó los derechos constitucionales de los pacientes. Pennhurst State School se cerró finalmente en 1987. Sus 460 pacientes fueron dados de alta o transferidos a otras instalaciones en un proceso conocido como la "desinstitucionalización" que duró varios años, y se discutieron los planes de tratamiento con la familia de cada paciente.

#### Caso Halderman
Las acusaciones de abuso condujo a la primera demanda de este tipo en los Estados Unidos, una demanda colectiva federal, conocida como caso Helderman o Halderman v Pennhurst State School and Hospital. El denunciante afirmó que la discapacidad del desarrollo en el cuidado del estado tienen el derecho constitucional a la atención y educación adecuada. Terry Halderman Lee había sido residente de Pennhurst, y una vez en libertad se presentó una demanda en la corte federal de distrito en nombre de ella y otros residentes de Pennhurst. La denuncia alegaba que las condiciones en Pennhurst eran insalubres, inhumanas y peligrosas, en violación de la Decimocuarta Enmienda a la Constitución de los Estados Unidos, y que utiliza Pennhurst castigo cruel e ilegal, en violación de las enmiendas octavo y decimocuarto, así como el de Salud Mental de Pennsylvania y la Ley de Retraso de 1966 (MH / MR). El Tribunal de Distrito dictaminó que algunos de los derechos de los pacientes habían sido violados. En última instancia, sin embargo, los EE. UU. Corte Suprema de Justicia anuló la sentencia basada en el principio Undécima Enmienda a la Constitución de los Estados Unidos que los tribunales federales no pueden ordenar a los oficiales del estado para cumplir con las leyes estatales.

## Pennhurst hoy día
Desde 1999, Pennhurst es comúnmente conocida por ser el hábitat de espíritus y fantasmas. La serie de televisión estadounidense Buscadores de Fantasmas (en inglés Ghost Adventures), que investiga los lugares más paranormales de Estados Unidos, viajó hasta Pennhurst State School and Hospital en 2011 e hizo un episodio en el campus. También la serie Ghost Hunters investigó los fenómenos paranormales de Pennhurst. Otras series como Celebrity Ghost Stories, dedicadas al mismo campo paranormal, han hecho reportajes de este lugar.